# Politikåret 1864

## Händelser
- 26 maj - Montanaterritoriet upprättas i USA.[1]
- 11 juli - Christian Albrecht Bluhme efterträder Ditlev Gothard Monrad som Danmarks konseljpresident.[2]
- 28 september -  Alfonso La Marmora efterträder Marco Minghetti som Italiens konseljpresident.[3]
- 24 november - Frederick Weld efterträder Frederick Whitaker som Nya Zeelands premiärminister.[4]
- 31 oktober - Nevada blir delstat i USA.[5]

### Fotnoter
1. ↑  ”Montana” (på engelska). World Statesmen. http://www.worldstatesmen.org/US_states_L-M.html#Montana. Läst 29 juli 2015.
2. ↑  ”Denmark” (på engelska). World Statesmen. http://www.worldstatesmen.org/Denmark.html. Läst 29 juli 2015.
3. ↑  ”Italy” (på engelska). World Statesmen. http://www.worldstatesmen.org/Italy.htm. Läst 31 juli 2015.
4. ↑  ”New Zealand” (på engelska). World Statesmen. http://www.worldstatesmen.org/New_Zealand.htm. Läst 1 augusti 2015.
5. ↑  ”Nevada” (på engelska). World Statesmen. http://www.worldstatesmen.org/US_states_N.html#Nevada. Läst 29 juli 2015.